# Марушка
Марушка — село в Целинном районе Алтайского края. Административный центр Марушинского сельсовета.

## История
Согласно документам архивного фонда алтайского учёного-краеведа Ю.С. Булыгина, возникновение Марушки относится к 1777 году. По переписи 1782 года (так называемые ревизские сказки, служившие в основном для учёта плательщиков государственных податей - налогов) здесь проживало 56 мужчин и 51 женщина - всего 107 человек. А в 1795 году в именных списках Бийского округа в деревне Марушинской, относившейся к Енисейской слободе, насчитывалось 164 человека: 76 мужчин и 88 женщин. В то время в Енисейскую слободу, кроме деревни Марушинской, сходили Ложкино, Сверчково, Воеводское, Сухая Чемровка, Енисейское, Карабинка, Ново-Чемровка, Ново-Енисейское, Старая Чемровка. 
Село Марушка основано в 1777 году и названа по протекающей речке Марушка.

## География
Расположено в восточной части Алтайского края, в юго-западной части Целинного района, в 25 км от села Целинное.

## Население
| 1926  | 1997  | 1998  | 1999  | 2000  | 2001  |
| ----- | ----- | ----- | ----- | ----- | ----- |
| 2958  | ↘1253 | ↗1282 | ↗1334 | ↗1337 | ↘1290 |
| 2002  | 2003  | 2004  | 2005  | 2006  | 2007  |
| ↘1227 | ↗1246 | ↘1241 | ↗1258 | ↗1260 | ↘1246 |
| 2008  | 2009  | 2010  | 2011  | 2012  | 2013  |
| ↘1232 | ↘1230 | ↘1042 | ↗1046 | ↘1043 | ↗1059 |

## Инфраструктура
Развито сельское хозяйство. Личное подсобное хозяйство.

## Транспорт
Подъезд к автодороге регионального значения «Бийск — Мартыново — Ельцовка — граница Кемеровской области» (идентификационный номер 01 ОП РЗ 01К-05)
Проходит автодорога регионального значения 01 ОП МЗ 01Н-5704 а/д К-05 — Марушка — Дружба — Рупосово — а/д К-05.
Действует муниципальная автобусная перевозка пассажиров по маршрутам: с. Целинное — с. Марушка — с. Верх-Шубинка — с. Целинное и с. Целинное — с. Верх-Марушка — с. Бочкари — Шадрино — с. Целинное.